# Трава у дома
Трава у дома (на български: „Трева до къщата“) е песен на Владимир Мигули по стихове на Анатолий Поперечни. Тя получава най-голяма слава с изпълнението на групата „Земляне“. Песента става лауреат на XIII Всесъюзен телевизионен фестивал на съветската песен „Песен-83“. Песента е позната и по първия стих на текста: „Земя в илюминатора“.
През 2009 г. с решение на „Роскосмос“ на песента е даден официален публичен статут на химн на руската космонавтика. Сертификатът, потвърждаващ присвояването на статут на химн на песента, е връчен на солиста на група „Земляне“ Сергей Скачков. Документът е подписан от ръководителя на центъра за подготовка на космонавти „Ю. А. Гагарин“, Героя на Съветския съюз и Руската федерация, Сергей Крикальов.

## История на създаването
Оригиналното стихотворение, което по-късно е преработено за текста на песента, носи същото име – „Трава у дома“ и е написано за копнежа по бащината къща, по-специално включва изображения като „трева“, „плевня“ и „очи на крава“. В тази първа версия на стихотворението астронавтите не са споменати или загатнати. В дискусията между Владимир Мигули, който решава да напише песен за Деня на космонавтиката през 1982 г., и поета Анатолий Поперечни, е решено да се избере и преработи именно това стихотворение. Впоследствие песента става химн на съветските космонавти.
На 12 април 1982 г. авторът Владимир Мигуля за първи път изпълнява тази песен в програмата „Гравитация на Земята“, докато нейният аранжимент е забележимо различен от версията, която придобива популярност по-късно с изпълнението на групата „Земляне“.
Според Сергей Скачков, идеята за аранжиране на припева е дошла на групата, докато гледали концерт на Клиф Ричард, когато свирела песента Devil Woman.

## В България
Песента „Мечтая да ви пратя...“ е песен-памфлет на Поли Генова бенд „Лос Бендидос“ с музиката на група „Земляне“ „Трава у дома“. Слави Трифонов с оркестър „Ку-Ку бенд“ прави кавър на „Трава у дома“ с песента си „Земята на дедите ни“